# 白松縣 (內華達州)
白松縣（英語：White Pine County）是美国内华达州東部的一個縣，東鄰犹他州，面積23,043平方公里。根據2020年美國人口普查，白松縣共有人口9,080人。白松縣的縣治為伊利。大盆地國家公園亦位於白松縣內。該縣成立於1869年，縣名來自當地常見的五針松（舊稱白松）。

## 地理

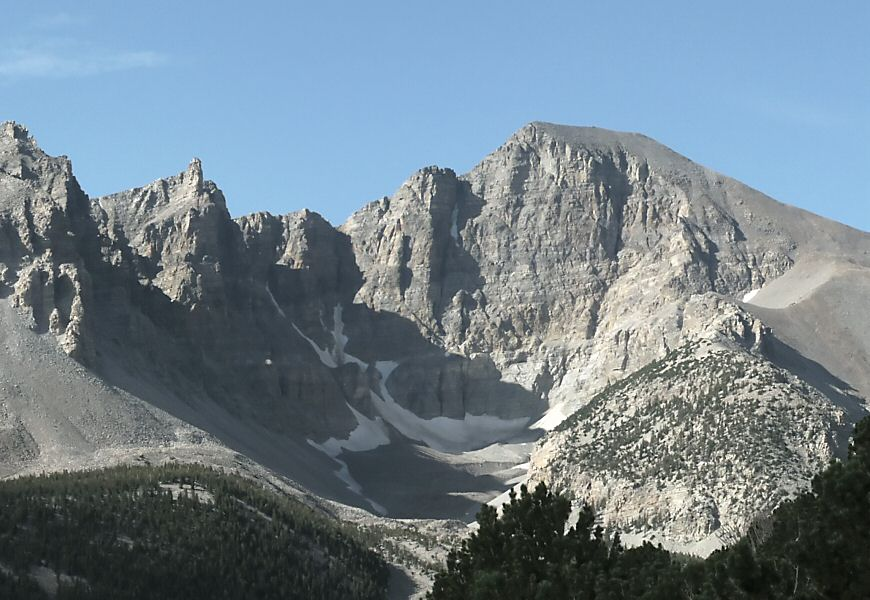
海拔13,065英尺（3,982米）的惠勒峰 (內華達州)

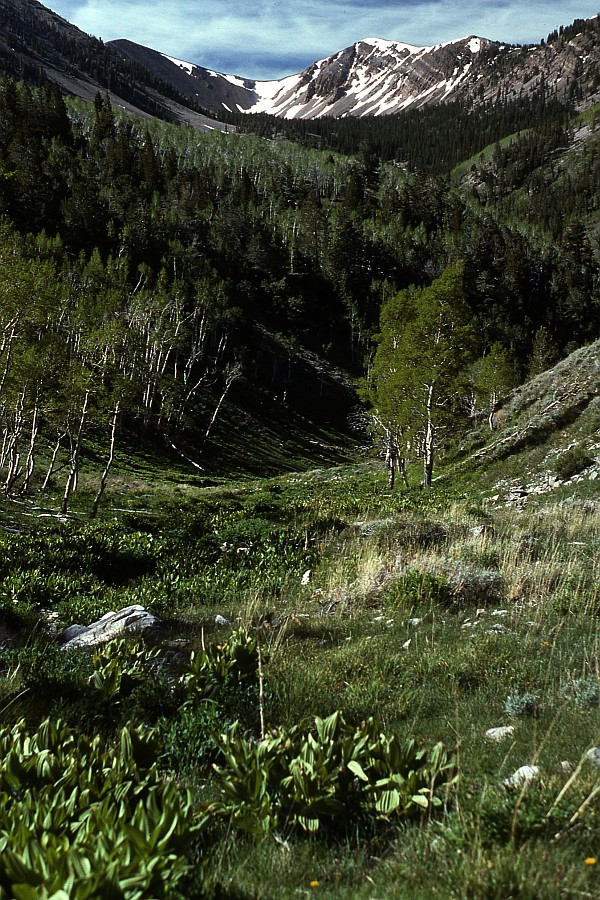
位於謝爾溪山脈的木材溪

根據2020年美國人口普查，白松縣的面積為8,897平方英里（23,043平方），其中有8,876平方英里（22,989平方），即99.77%為陸地；21平方英里（54平方），即0.23%為水域。白松縣是州中面積第五大的縣份，亦是美國面積第17大縣份。

### 原野
白松縣擁有多個原野區。這些原野區於2006年12月20日由《2006年白松縣自然保護、娛樂和發展法案》成立。
以下為白松縣的原野區。
- 禿山原野
- 貝基青山原野
- 狐尾原野
- 穗醋栗山原野
- 哥書迪峽谷原野
- 政府山原野
- 高斯科勒荒野
- 高地嶺原野
- 山格拉夫頓原野
- 摩利亞山原野
- 紅色山原野
- 背殼原野
- 南伊根山脈原野
- 白松山脈原野

### 毗鄰縣
- 埃爾科縣：北方
- 尤里卡縣：西方
- 奈縣：西南方
- 林肯縣：南方
- 犹他州 米勒德縣：東方
- 猶他州 賈布縣：東方
- 猶他州 圖埃勒縣：東北方

### 國家保護區
- 大盆地國家公園（內華達州唯一的國家公園）
- 洪堡-托伊亚比国家森林（部分）
- 紅寶石湖國家野生動物保護區（英语：Ruby Lake National Wildlife Refuge）（部分）

## 人口
| 调查年            | 人口   | 备注 | %±     |
| ----------------- | ------ | ---- | ------ |
| 1870              | 7,189  |      | —      |
| 1880              | 2,682  |      | −62.7% |
| 1890              | 1,721  |      | −35.8% |
| 1900              | 1,961  |      | 13.9%  |
| 1910              | 7,441  |      | 279.4% |
| 1920              | 8,935  |      | 20.1%  |
| 1930              | 11,771 |      | 31.7%  |
| 1940              | 12,377 |      | 5.1%   |
| 1950              | 9,424  |      | −23.9% |
| 1960              | 9,808  |      | 4.1%   |
| 1970              | 10,150 |      | 3.5%   |
| 1980              | 8,167  |      | −19.5% |
| 1990              | 9,264  |      | 13.4%  |
| 2000              | 9,181  |      | −0.9%  |
| 2010              | 10,030 |      | 9.2%   |
| [ 4 ] [ 5 ] [ 6 ] |        |      |        |

根據2000年人口普查，白松縣擁有9,181居民、3,282住戶和2,159家庭。其人口密度為每平方英里1居民（每平方公里0.4居民）。白松縣擁有4,439間房屋单位，其密度為每平方英里0.5間（每平方公里0.19間）。白松縣的人口是由86.35%白人、4.14%黑人、3.29%印地安人、0.78%亞裔、0.24%太平洋岛民、3.09%其他種族和2.10%混血构成。而西班牙裔或拉丁美洲人佔了人口10.98%。
在3,282住户中，有31.20%擁有一個或以上的兒童（18歲以下）、51.80%為夫妻、9.3%為單親家庭、而有34.2%為非家庭。其中29.6%住户為獨居，11.5%為同居長者。平均每戶有2.42人，而平均每個家庭則有3.01人。在9,181居民中，有24.2%為18歲以下、7.6%為18至24歲、29.9%為25至44歲、24.8%為45至64歲以及13.5%為65歲以上。人口的年齡中位數為38歲，每100個女性就有128.6個男性。而每100個成年女性（18歲以上）就有138.5個成年男性。
白松縣的住戶收入中位數為$36,688，而家庭收入中位數則為$44,136。男性的收入中位數為$36,083，而女性的收入中位數則為$18,309。白松縣的人均收入為$19,785。約10.3%家庭和11.0%人口在貧窮線以下。